# Laphria seticrura
Laphria seticrura är en tvåvingeart som beskrevs av Camillo Rondani 1875. Laphria seticrura ingår i släktet Laphria och familjen rovflugor. Inga underarter finns listade i Catalogue of Life.